# Conflicts and Confluences (Symphonie Nr. XV) (Badings)
Conflicts and Confluences (Symphonie Nr. XV) is een compositie voor harmonieorkest (symfonisch blaasorkest) van Henk Badings. Het is geschreven in opdracht van de Stichting Overkoepeling Nederlandse Muziekorganisaties (SONMO). Het werk bestaat uit drie delen: Comiucière - Allegro, Adagio molto en Scherzo Finale. De première werd uitgevoerd door het Harmonieorkest van het Conservatorium in Maastricht onder leiding van Sef Pijpers sr..
Het werk werd op cd opgenomen door het Harmonieorkest van het Conservatorium Maastricht onder leiding van Sef Pijpers sr. in 1988. 